# العلاقات اليابانية الليختنشتانية
العلاقات اليابانية الليختنشتانية هي العلاقات الثنائية التي تجمع بين اليابان وليختنشتاين.

## مقارنة بين البلدين
هذه مقارنة عامة ومرجعية للدولتين:
| وجه المقارنة                                              | اليابان         | ليختنشتاين                                 |
| --------------------------------------------------------- | --------------- | ------------------------------------------ |
| المساحة (كم2)                                             | 377.97 ألف      | 16                                         |
| عدد السكان (نسمة)                                         | 126.79 مليون    | 37.47 ألف                                  |
| الكثافة السكانية (ن./كم²)                                 | 335.45          | 234.19 ألف                                 |
| العاصمة                                                   | طوكيو           | فادوتس                                     |
| اللغة الرسمية                                             | اللغة اليابانية | اللغة الألمانية                            |
| العملة                                                    | ين ياباني       | فرنك سويسري                                |
| الناتج المحلي الإجمالي (بليون دولار)                      | 4.87 تريليون    | 6.29 مليار                                 |
| الناتج المحلي الإجمالي (تعادل القوة الشرائية) بليون دولار | 5.18 تريليون    |                                            |
| الناتج المحلي الإجمالي الاسمي للفرد دولار أمريكي          | 34.52 ألف       |                                            |
| الناتج المحلي الإجمالي للفرد دولار أمريكي                 | 36.62 ألف       |                                            |
| مؤشر التنمية البشرية                                      | 0.903           | 0.908                                      |
| رمز المكالمات الدولي                                      | +81             | +423                                       |
| رمز الإنترنت                                              | .jp             | .li                                        |
| المنطقة الزمنية                                           | توقيت اليابان   | توقيت وسط أوروبا، ت ع م+01:00، ت ع م+02:00 |

## منظمات دولية مشتركة
يشترك البلدان في عضوية مجموعة من المنظمات الدولية، منها:
| علم المنظمة | اسم المنظمة                   | تاريخ انضمام اليابان | تاريخ انضمام ليختنشتاين |
| ----------- | ----------------------------- | -------------------- | ----------------------- |
|             | الاتحاد البريدي العالمي       | ?                    | ?                       |
|             | الاتحاد الدولي للاتصالات      | 29 يناير 1879        | 25 يوليو 1963           |
|             | منظمة حظر الأسلحة الكيميائية  | ?                    | ?                       |
|             | منظمة التجارة العالمية        | ?                    | ?                       |
|             | منظمة الشرطة الجنائية الدولية | ?                    | ?                       |
|             | الأمم المتحدة                 | 18 ديسمبر 1956       | 18 سبتمبر 1990          |

## وصلات خارجية
- موقع وزارة الخارجية اليابانية